# Münchweiler an der Alsenz
Pour les articles homonymes, voir Münchweiler.
Münchweiler an der Alsenz est une municipalité allemande située dans le land de Rhénanie-Palatinat et l'arrondissement du Mont-Tonnerre.